# Тужинский район
Тужи́нский район — административно-территориальная единица (район) и муниципальное образование (муниципальный район) на юго-западе Кировской области России.
Административный центр — посёлок городского типа Тужа.

## География
Площадь — 1468,56 км². Район граничит с Арбажским, Кикнурским, Котельничским, Пижанским, Яранским районами Кировской области и Тоншаевским районом Нижегородской области.
Основные реки — Пижма, Ярань. Другие водоёмы — Немдеж, Акшубень, Тужинка.

## История
Тужинский район был образован постановлением ВЦИК РСФСР от 10 июля 1929 года в составе Нолинского округа Нижегородского края. В 1931 году упразднён, в 1935 году восстановлен в составе Кировского края (с 1936 года Кировская область).
14 ноября 1959 года Тужинский район был упразднён, а его территория передана в Арбажский район. 30 декабря 1966 года район был восстановлен.
С 1 января 2006 года согласно Закону Кировской области от 07.12.2004 № 284-ЗО на территории района образованы 6 муниципальных образований: 1 городское и 5 сельских поселений.
Законом Кировской области от 28 апреля 2012 года № 141-ЗО Тужинское городское поселение и Караванское сельское поселение объединены в Тужинское городское поселение с административным центром в посёлке городского типа Тужа.

## Население
| 1939   | 1970    | 1979    | 1989    | 2002    | 2009  | 2010  | 2011  | 2012  |
| ------ | ------- | ------- | ------- | ------- | ----- | ----- | ----- | ----- |
| 41 445 | ↘15 590 | ↘12 989 | ↘12 447 | ↘10 396 | ↘8752 | ↘7688 | ↘7637 | ↘7287 |
| 2013   | 2014    | 2015    | 2016    | 2017    | 2018  | 2019  | 2020  | 2021  |
| ↘7084  | ↘6926   | ↘6816   | ↘6706   | ↘6592   | ↘6419 | ↘6184 | ↘6021 | ↘5800 |

В Тужинском районе 54 населённых пункта в составе одного городского и четырёх сельских поселений:
| № | Городское и сельские поселения  | Административный центр | Количество населённых пунктов | Население | Площадь, км2 |
| - | ------------------------------- | ---------------------- | ----------------------------- | --------- | ------------ |
| 1 | Тужинское городское поселение   | пгт Тужа               | 27                            | ↘4361     | 750,14       |
| 2 | Грековское сельское поселение   | деревня Греково        | 5                             | ↘238      | 54,27        |
| 3 | Михайловское сельское поселение | село Михайловское      | 7                             | ↘338      | 371,44       |
| 4 | Ныровское сельское поселение    | село Ныр               | 5                             | ↗560      | 109,95       |
| 5 | Пачинское сельское поселение    | село Пачи              | 10                            | ↘303      | 182,76       |

| №  | Населённый пункт | Тип                         | Население | Муниципальное образование       |
| -- | ---------------- | --------------------------- | --------- | ------------------------------- |
| 1  | Азансола         | деревня                     | 72        | Тужинское городское поселение   |
| 2  | Артеково         | деревня                     | 3         | Ныровское сельское поселение    |
| 3  | Ашеево           | деревня                     | 0         | Тужинское городское поселение   |
| 4  | Безденежье       | деревня                     | 10        | Тужинское городское поселение   |
| 5  | Большие Пачи     | деревня                     | 0         | Пачинское сельское поселение    |
| 6  | Большой Кугунур  | деревня                     | 4         | Тужинское городское поселение   |
| 7  | Васькино         | деревня                     | 177       | Михайловское сельское поселение |
| 8  | Вынур            | деревня                     | 85        | Пачинское сельское поселение    |
| 9  | Греково          | деревня                     | 272       | Грековское сельское поселение   |
| 10 | Гришкино         | деревня                     | 0         | Пачинское сельское поселение    |
| 11 | Евсино           | деревня                     | 77        | Грековское сельское поселение   |
| 12 | Жданово          | деревня                     | 0         | Тужинское городское поселение   |
| 13 | Иваты            | деревня                     | 0         | Тужинское городское поселение   |
| 14 | Идомор           | деревня                     | 0         | Тужинское городское поселение   |
| 15 | Караванное       | село                        | 120       | Тужинское городское поселение   |
| 16 | Кидалсоло        | деревня                     | 73        | Пачинское сельское поселение    |
| 17 | Киляково         | деревня                     | 12        | Пачинское сельское поселение    |
| 18 | Коврижата        | деревня                     | 141       | Тужинское городское поселение   |
| 19 | Коленки          | деревня                     | 3         | Тужинское городское поселение   |
| 20 | Копылы           | деревня                     | 17        | Тужинское городское поселение   |
| 21 | Коробки          | деревня                     | 1         | Тужинское городское поселение   |
| 22 | Кошканур         | деревня                     | 85        | Тужинское городское поселение   |
| 23 | Лоскуты          | деревня                     | 0         | Тужинское городское поселение   |
| 24 | Лукоянка         | деревня                     | 2         | Тужинское городское поселение   |
| 25 | Малиничи         | деревня                     | 11        | Михайловское сельское поселение |
| 26 | Малые Пачи       | деревня                     | 10        | Пачинское сельское поселение    |
| 27 | Мари-Кугалки     | деревня                     | 6         | Тужинское городское поселение   |
| 28 | Масленская       | деревня                     | 35        | Михайловское сельское поселение |
| 29 | Машкино          | деревня                     | 11        | Тужинское городское поселение   |
| 30 | Михайловское     | село                        | 266       | Михайловское сельское поселение |
| 31 | Ныр              | село                        | 434       | Ныровское сельское поселение    |
| 32 | Отюгово          | деревня                     | 40        | Грековское сельское поселение   |
| 33 | Паново           | деревня                     | 3         | Тужинское городское поселение   |
| 34 | Пачи             | село                        | 273       | Пачинское сельское поселение    |
| 35 | Пачи-Югунур      | деревня                     | 19        | Ныровское сельское поселение    |
| 36 | Пиштенур         | деревня                     | 290       | Ныровское сельское поселение    |
| 37 | Покста           | деревня                     | 222       | Тужинское городское поселение   |
| 38 | Полубоярцево     | деревня                     | 0         | Тужинское городское поселение   |
| 39 | Полушнур         | деревня                     | 103       | Пачинское сельское поселение    |
| 40 | Пунгино          | деревня                     | 0         | Грековское сельское поселение   |
| 41 | Самсоны          | деревня                     | 1         | Тужинское городское поселение   |
| 42 | Ситки            | деревня                     | 7         | Тужинское городское поселение   |
| 43 | Соболи           | деревня                     | 0         | Тужинское городское поселение   |
| 44 | Солонухино       | деревня                     | 20        | Грековское сельское поселение   |
| 45 | Тужа             | пгт, административный центр | ↘3966     | Тужинское городское поселение   |
| 46 | Устье            | деревня                     | 53        | Пачинское сельское поселение    |
| 47 | Фомино           | деревня                     | 3         | Пачинское сельское поселение    |
| 48 | Худяки           | деревня                     | 1         | Тужинское городское поселение   |
| 49 | Черново          | деревня                     | 0         | Михайловское сельское поселение |
| 50 | Чугуны           | деревня                     | 6         | Тужинское городское поселение   |
| 51 | Чумуры           | деревня                     | 1         | Михайловское сельское поселение |
| 52 | Шешурга          | село                        | 151       | Михайловское сельское поселение |
| 53 | Югунур           | деревня                     | 0         | Ныровское сельское поселение    |
| 54 | Ятанцы           | деревня                     | 0         | Тужинское городское поселение   |

## Населённые пункты
Всего насчитывается 58 населённых пунктов.

## Председатели райисполкома
С 1929 по 1991 годы в райисполкоме председательствовали:
| Ф. И. О.                       | Время замещения должности   |
| ------------------------------ | --------------------------- |
| Скулкин Павел Алексеевич       | июнь 1929 – январь 1930     |
| Малков Михаил Иванович         | январь – август 1930        |
| Вяткин Александр Андреевич     | август 1930 – август 1931   |
| Баранцев Василий Петрович      | январь 1935 – февраль 1936  |
| Кузнецов Платон Платонович     | февраль 1936 – август 1937  |
| Береснев Иван Алексеевич       | август 1937 – январь 1940   |
| Трухин Федор Петрович          | январь 1940 – апрель 1942   |
| Пластинин Афанасий Фотеевич    | апрель 1942 – июнь 1945     |
| Булатов Иван Осипович          | июнь 1945 – февраль 1953    |
| Шалаев Василий Федорович       | февраль 1953 – февраль 1957 |
| Вылегжанин Григорий Тимофеевич | март 1957 – август 1959     |
| Кряжев Михаил Иванович         | август – ноябрь 1959        |
| Овчинников Борис Степанович    | январь1967 – ноябрь 1973    |
| Репин Геннадий Иванович        | декабрь 1973 – декабрь 1978 |
| Актемежев Николай Васильевич   | январь 1979 – февраль 1989  |
| Лобанов Леонид Анатольевич     | февраль 1989 – декабрь 1991 |

## Транспорт
Через район проходит федеральная автомобильная дорога Р-176 «Вятка» — автомобильная дорога общего пользования федерального значения Чебоксары — Йошкар-Ола — Киров — Сыктывкар.